# Associació Motociclista Americana
L'Associació Motociclista Americana, abreujat AMA (oficialment en anglès: American Motorcyclist Association), és una organització sense ànim de lucre nord-americana amb més de 300.000 afiliats que organitza nombroses activitats de motociclisme i campanyes per als drets legals dels motociclistes. La seva missió és "protegir i promoure els interessos dels motociclistes, tot satisfent les necessitats dels seus membres".
L'entitat va ser fundada el 1924 i actualment té més de 1.200 clubs associats, essent l'organització de motociclisme més gran del món.

## Atribucions
L'AMA supervisa cada any 80 esdeveniments professionals i més de 4.000 d'afeccionats. És l'òrgan de govern designat per la Federació Internacional de Motociclisme (FIM) per a l'esport del motociclisme als Estats Units.
L'associació proporciona orientació i assessorament als clubs i promotors sobre el funcionament de les competicions i campionats, i atorga dret de vot sobre els afers interns als seus afiliats. Entre aquests hi ha també una categoria de "membres corporatius" amb representants de la indústria de la motocicleta dels EUA.
A banda d'això, l'AMA publica la revista American Motorcyclist, amb una tirada base de 252.476 exemplars, i gestiona el Motorcycle Hall of Fame, saló de la fama i museu de motociclisme situat prop de Columbus, Ohio.

## AMA Pro Racing
L'ens AMA Pro Racing va ser fundat el 1994 per tal de donar resposta al creixement de les curses de motociclisme als EUA. S'encarrega de gestionar les següents competicions:
- Campionats de velocitat (AMA Road Racing Series), que inclouen les següents categories:
  - AMA Superbike Championship
  - AMA Daytona Sportbike Championship (que incorpora l'antic AMA Supersport Championship i l'actualment inactiu AMA Formula Xtreme), Campionat AMA de velocitat amb motocicletes de 600 cc
  - AMA Supersport Championship, destinat a pilots d'entre 16 i 21 anys amb motocicletes de 600 cc gairebé de sèrie
- Altres campionats:
  - AMA Grand National (Flat Track)
  - AMA Motocross Championship
  - AMA Supercross Championship
  - AMA Amateur National Motocross Championship
  - AMA Supermoto Championship
  - AMA Enduro Championship
  - AMA EnduroCross Championship
  - AMA Hillclimb
  - Grand National Cross Country

El 7 de març de 2008 l'ens AMA Pro Racing va ser venut al Daytona Motorsports Group (DMG), dirigit per Roger Edmondson i Jim France. La DMG s'encarregarà dels campionats AMA de Superbike, Motocròs, Flat Track, Supermoto, Hillclimb i el ATV Pro Racing. La venda no incloïa el campionat AMA de Supercross ni l'Arenacross Series, els drets dels quals són propietat de la companyia Live Nation.